# Батраченко Руслан Володимирович
Русла́н Володи́мирович Батраче́нко (22 вересня 1976 — 28 серпня 2014) — солдат 92-ї окремої механізованої бригади Збройних сил України, учасник російсько-української війни.

## Бойовий шлях
Народився 1976 року в Курській області, виріс в місті Ворожба. 1993-го закінчив Ворожбянський НВК № 1.
Мобілізований на початку серпня 2014-го, лінійний наглядач, 92-а окрема механізована бригада.
Загинув 28 серпня 2014-го на дорозі між селами Новозар'ївка та Войкове — був у складі ротно-тактичної групи, що мала деблокувати військовиків у Іловайську. Групу обстріляла російські формування з РСЗВ «Град», мінометів і танків та ДРГ терористів. Тоді загинули Антон Бутирін, Ігор Романцов, Сергій Бризгайло, Юрій Безщотний, Василь Лепетюха, Сергій Чорний, Олександр Карпенко, Руслан Батраченко, Андрій Деребченко.
Тіло забране 1 вересня 2014-го групою медиків та військових під орудою полковника Палагнюка. Похований 23 вересня 2014-го на Краснопільському кладовищі, як тимчасово невстановлений захисник України. Ідентифікований по ДНК, визнаний загиблим слідчими органами.
28 травня 2016-го перепохований в місті Ворожба з військовими почестями. Без Руслана лишились мама Любов Іванівна, діти.

## Нагороди та вшанування
За особисту мужність і героїзм, виявлені у захисті державного суверенітету та територіальної цілісності України, вірність військовій присязі під час російсько-української війни, відзначений — нагороджений
- орденом «За мужність» III ступеня (25.11.2016, посмертно)[1]
- Його портрет розміщений на меморіалі «Стіна пам'яті полеглих за Україну» у Києві: секція 3, ряд 5, місце 15
- Вшановується 28 серпня на щоденному ранковому церемоніалі вшанування українських захисників, які загинули цього дня у різні роки внаслідок російської збройної агресії[2]
- Іловайський Хрест (посмертно)
- в лютому 2017 року на будівлі Ворожбянського НВК № 1 відкрито меморіальну дошку на честь випускника Руслана Батраченка